# مذكرة شرق الأردن

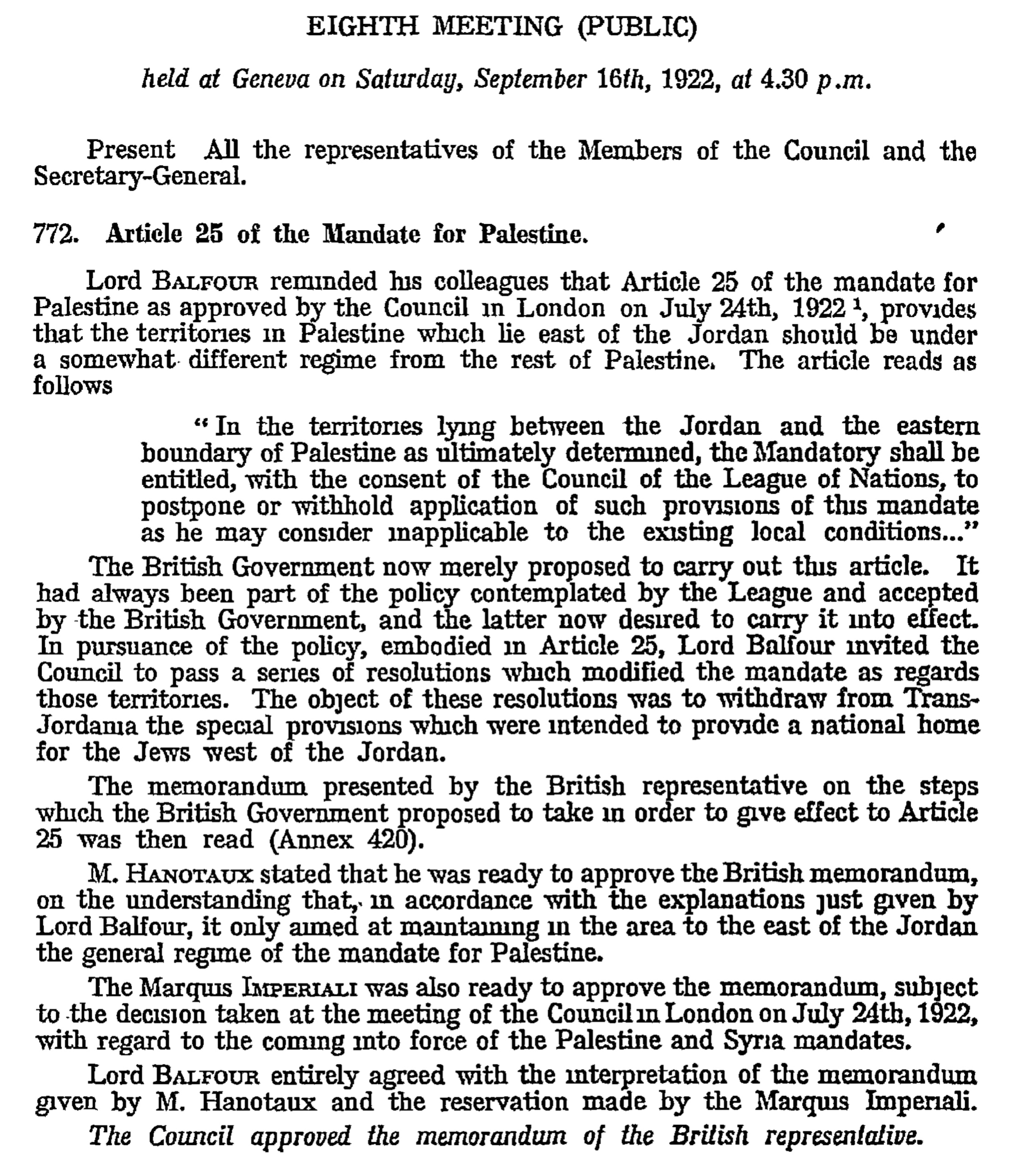
الموافقة على مذكرة شرق الأردن في مجلس عصبة الأمم، 16 سبتمبر 1922

مذكرة شرق الأردن هي مذكرة قدمتها الحكومة البريطانية في أغسطس 1922 إلى عصبة الأمم تنص بتنفيذ الانتداب على فلسطين واستبعاد شرق الأردن من جميع الأحكام التي تتعامل مع الاستيطان اليهودي، وتمت الموافقة على هذه المذكرة من جانب عصبة الأمم في 12 أغسطس 1922.